# Exorista bisetosa
Exorista bisetosa là một loài ruồi trong họ Tachinidae.